# Retour à la bien-aimée
Pour plus de détails, voir Fiche technique et Distribution.
Retour à la bien-aimée est un film français réalisé par Jean-François Adam et sorti en 1979.

## Synopsis
Jadis pianiste de concert réputé, Julien est aujourd'hui un obscur musicien brisé par sa rupture avec sa femme, Jeanne, dont il est resté amoureux et qui s'est remariée avec Stéphane Kern, un médecin allemand. 
Pour que Thomas, leur jeune fils, dont la garde a été confiée à Jeanne, conserve son cadre de vie agréable, Julien a laissé à son ex-femme "Les Hespérides", sa grande et belle demeure de famille entourée d'un parc, où le Dr Kern a installé son cabinet.
Cinq ans ont déjà passé et Julien ne peut plus accepter cette situation qui s'éternise et le rend fou. Aussi, pour se débarrasser de son rival et regagner l'amour de son ex-épouse, il ourdit une machination machiavélique. 
Il parvient à manipuler Keller, un homme auquel il demande de se faire photographier avec Jeanne et son mari, ce dont celui-ci s'acquitte sans difficulté alors que le couple sort d'un concert, à Salzbourg. 
Puis, un jour d'août, profitant que la maison est déserte, il s'y introduit. Après avoir pris quelques bijoux de son ex-femme dans la chambre à coucher, il glisse dans une boîte à photos  celle où Keller figure entre Jeanne et son mari. Puis, il se dirige vers le cabinet du docteur, enfile des gants, prend un revolver qui était au fond d'un tiroir, met un peu de désordre et casse un carreau de la fenêtre, de manière à faire croire à un cambriolage. Enfin, il tape quelques horaires de train sur un feuille à l'aide de la machine à écrire et emporte la feuille.
Peu après, il demande à Keller, auquel il donne un plan d'accès (dessiné sur la feuille sur laquelle il a tapé les horaires de train à la machine) de le retrouver un soir - à minuit et demi, moment précis où le fracas du train, tout proche,  couvrira le bruit du coup de feu - dans le parc de la maison. 
Là, il le tue d'une balle dans la tête à l'aide du revolver de Kern, qu'il avait trouvé lors du faux cambriolage. 
Le cadavre est découvert le lendemain par son fils qui jouait dans le parc avec Axelle, une amie. Le plan donné par Julien à Keller est également trouvé, non loin du corps.
Alors que la police, sous la direction de l'inspecteur Corbin, enquête, Jeanne demande à Julien de venir passer quelques jours dans la maison pour l'aider à réconforter leur petit garçon, perturbé depuis cette affaire.
La présence sous son toit de Julien ne va pas sans troubler Jeanne qui, bien qu'elle aime son mari, n'est pas pour autant totalement insensible au père de son enfant. 
Dès sa première nuit chez ses hôtes, oubliant toute décence et la prudence la plus élémentaire tant il est obsédé par son ex-femme, Julien se glisse jusque dans la chambre conjugale, entraîne silencieusement Jeanne sur le palier, la plaque contre le parquet pour l'embrasser et peut être plus encore si l'arrivée impromptue du petit Thomas ne l'avait pas interrompu. Cette scène incroyable de violence feutrée se déroule pendant que le Dr Kern qu'ils croient endormi, feignant le sommeil, bout de colère. 
Une sorte de mariage à trois s'instaure dans un huis clos étouffant et à l'atmosphère pesante. Le Dr Kern, sous une apparence lisse et bien élevée, peine de plus en plus à dissimuler son impatience de voir Julien repartir.
Mais l'enquête avance et les charges s'accumulent contre lui, notamment la feuille dactylographiée qu'avait Keller sur lui et dont une expertise montre qu'elle a été tapée sur la machine à écrire du docteur, le revolver de Kern, que Julien a déposé dans le parc, et la photo de la victime avec le couple, alors que celui-ci prétendait ne pas la connaître, photo que Julien a glissée parmi d'autres dans un coffret.
Face à ces éléments, Corbin se décide à venir arrêter le Dr Kern, de manière assez spectaculaire, en présence de Julien.
Après l'arrestation de son mari, Jeanne — qui ne se préoccupe guère du sort de celui-ci — se retrouve seule face à face avec Julien, comme autrefois. Après la découverte de la photo, elle a compris le rôle de Julien dans cette affaire, mais est secrètement bouleversée par l'amour fou dont témoigne ce crime. Versatile et ambivalente, elle a un comportement ambigu : un jour elle chasse Julien, mais le lendemain court le rattraper à la gare.
Cauteleux, patient et subtil, l'inspecteur Corbin, qui n'est pas du tout convaincu de la culpabilité du Dr Kern, va s'employer à démêler le vrai du faux dans cette histoire face à des protagonistes peu bavards qui intériorisent leurs émotions.

## Fiche technique
- Titre : Retour à la bien-aimée
- Réalisation : Jean-François Adam, assisté de Claire Denis
- Scénario : Jean-François Adam, Jean-Claude Carrière, Benoît Jacquot et Georges Perec
- Producteur : Benjamin Simon
- Photographie : Pierre Lhomme
- Musique : Antoine Duhamel et Franz Schubert
- Son : Pierre Lenoir
- Décors : Yves Bernard et Danka Semenowicz
- Costumes : Christian Gasc
- Montage : Éric Pluet
- Production : ATC 3000 - France 3 - S.N Prodis
- Pays :  France
- Genre : Drame et romance
- Durée : 98 minutes
- Date de sortie : France - 2 mai 1979

## Distribution
- Isabelle Huppert : Jeanne Kern
- Jacques Dutronc : Julien
- Bruno Ganz : Stéphane Kern
- Christian Rist : Keller
- Jean-François Adam : l'inspecteur Corbin
- Rodolphe Schacher : Thomas
- Aline Bertrand : Elise
- Axelle Bernard : Isabelle
- Irina Grjebina : professeur de danse
- Benoît Jacquot (non crédité) : un policier